# Облога форту Тікондерога (1777)
Облога форту Тікондеро́га (англ. Siege of Fort Ticonderoga) — битва між британськими й американськими військами, частина війни за незалежність США. Тривала з 2 по 6 липня 1777 року й стала першою битвою Саратогської кампанії. Армія генерала Джона Бергойна підійшла до форту з двох боків — із заходу та сходу, виявила неукріплену височину і підняла на неї гармати. Командир гарнізону, Артур Сент-Клер, усвідомивши, що не зможе витримати штурм, вирішив евакуювати форт у ніч на 6 липня. Через поспішну евакуацію у форті було кинуто багато зброї та боєприпасів, і навіть артилерію не встигли привести в непридатність. Війська Великої Британії чекали довгої та кровопролитної облоги, проте в результаті вранці 6 липня вони зайняли форт без жодного пострілу.
Здача Тікондероги викликала хвилю обурення в американській громадськості та у військових колах, адже була поширена думка, що форт важливий і неприступний. Генерал Сент-Клер і командир Північного департаменту генерал Філіп Скайлер були широко розкритиковані Конгресом. Обох зрештою амністували у військових судах, але їхня кар'єра постраждала. Скайлер був усунений Конгресом від командування ще до початку судового процесу, а Сент-Клер до кінця війни командував, хіба що, польовими підрозділами[⇨].

## Опис форту
Тікондерога (від ірок. tekontaró:ken, раніше — Форт Карильон) — форт бастіонної системи XVIII століття, побудований французьким військовим інженером Мішелем Шартьє на місці злиття озер Шамплейн і Джордж на півночі штату Нью-Йорк. Форт мав стратегічне розташування для конкуренції за торгові шляхи між долиною річки Гудзон, контрольованою Великою Британією, та долиною річки Святого Лаврентія, контрольованою Францією.

## Передісторія
Форт Тікондерога був уперше взятий американською армією 10 травня 1775 року, а гармати форту американці переправили до Бостона, в якому були оточені британські війська. В результаті це призвело до капітуляції міста і залишення його військами Сполученого Королівства. Взяття Тікондероги відкривало американській армії шлях на північ, в Канаду, і генералу Скайлеру було доручено підготувати вторгнення. 25 серпня 1775 року армія під командуванням генерала Монтогомері розпочала наступ на Квебек, але атака Квебеку у грудні була відбита. У травні 1776 року на допомогу Квебеку прибули британські полки під командуванням генерала Джона Бергойна та німецькі полки під командуванням генерала Фрідріха Рідзеля. 6 червня 1776 року британська армія, під командуванням генерала Карлтона, зайняла Монреаль, а 4 жовтня почала наступ на форт Тікондерога. Їй вдалося розбити американський флот на озері Шамплейн 11 жовтня (Бій при острові Валькур), але наближалася зима і генерал Карлтон вирішив згорнути кампанію. Це обурило Джона Бергойна, який наполягав на захопленні Тікондероги.
Бергойн повернувся до Квебеку, звідки 9 листопада відплив до Англії. 9 грудня він прибув до Лондона, а 12 грудня зустрівся з королем Георгом III, виклав йому свій погляд на майбутню кампанію і зумів справити на короля гарне враження. Король затвердив план наступу через озеро на форт, і велів поставити Бергойна на чолі корпусу.
10 червня 1777 Бергойн почав наступ від форту Сен-Жан на південь, розраховуючи захопити форт Тікондерога і в результаті вийти до Олбані, де з'єднатися з арміями генералів Гау і Сен-Легера. 18 червня армія була вперше повністю сконцентрована у Камберленд-Гед. 20 червня армія завантажилася на транспорти й перемістилася озером на 50 миль на південь і стала табором у Букет-Ривер. Звідси залишалося 45 миль до форту Тікондерога. У таборі Бергойн влаштував огляд армії та відправив звіт лорду Джермейну. Форт Тікондерога був вже близько, і Бергойн знав від шпигунів, що форт охороняється гарнізоном генерала Сент-Клера чисельністю 4500 осіб.

### Підготовка до оборони форту

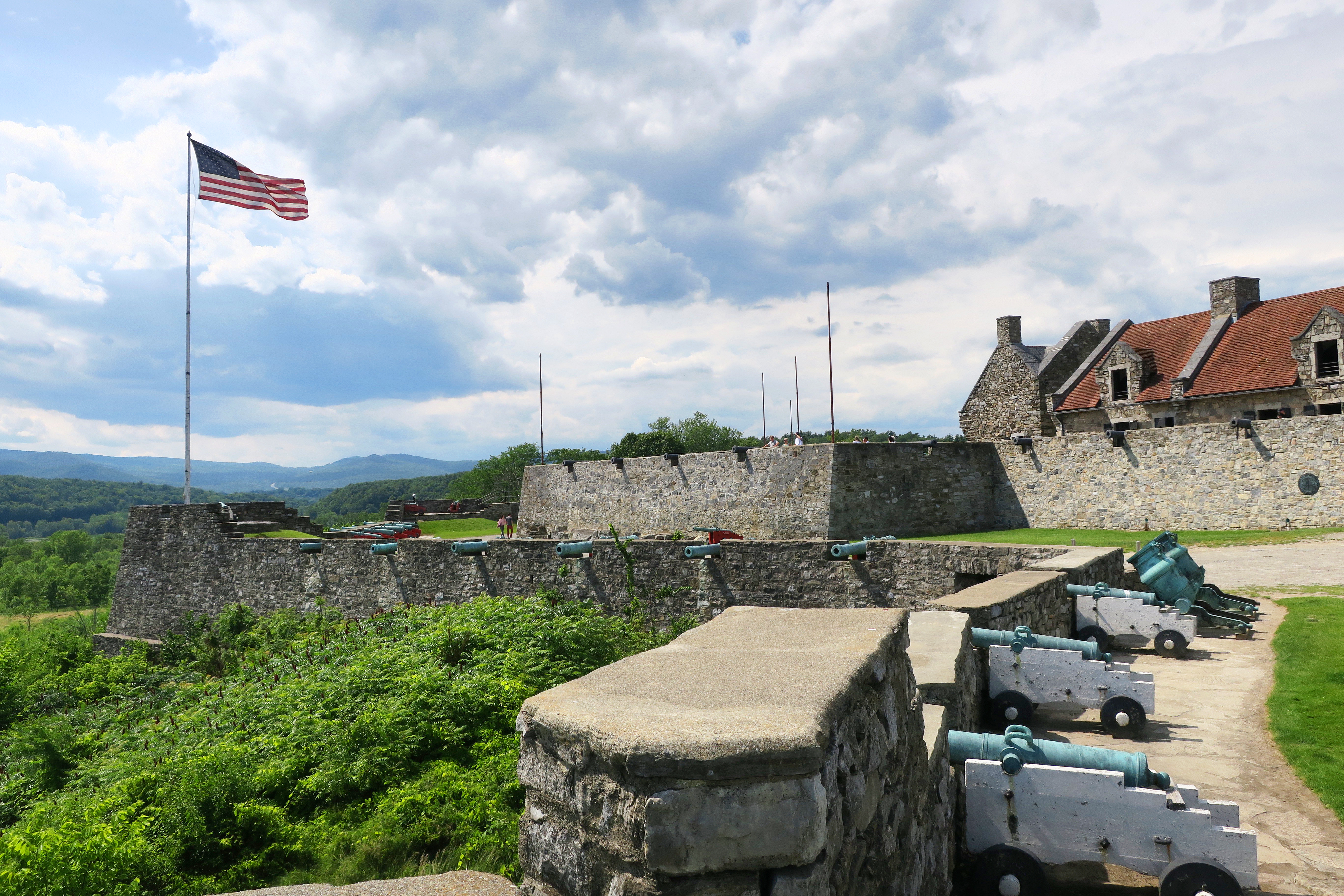
Форт Тікондерога у 2017 році

25 березня 1777 Конгрес відправив генерала Гораціо Гейтса в розпорядження Скайлера, припускаючи, що Гейтс очолить гарнізон форту. Але, у зв'язку з тим, що Скайлер у цей час поїхав до Філадельфії, Гейтс залишився в Олбані й неформально став командиром Північного департаменту, що внесло плутанину в управління та завадило підготовці до оборони. Тільки 22 травня Конгрес визнав Скайлера командувачем департаменту, обмовив межі департаменту, і ухвалив, що Гейтс буде другим за старшинством. Скайлер повернувся в Олбані 4 червня і виявив, що за його відсутности нічого не було зроблено для підготовки до відбиття наступу британських військ.
Форт Тікондерога розташовувався на основній лінії комунікації між Канадою та Нью-Йорком. Будь-яка армія, що рухається зі Східної Канади, мала неминуче пройти через форт або повз нього. Старий форт розташовувався на висоті 193 фути (59 метрів) над рівнем моря, а гора Маунт-Індепенденс, де були основні укріплення американської армії, мала висоту 306 футів (93 метри) над рівнем моря і домінувала над старим фортом. Американці побудували також укріплення на північний захід від форту, біля висоти Маунт-Гоуп. На південний схід від старого форту розташовувалася височина Маунт-Дифайнс (англ. Mount-Defiance) або Шугалоаф-Маунтін (англ. Sugar Loaf-Mountain), настільки крута, що на карті 1758 вона була позначена як «недоступна». Її висота становила 260 метрів над рівнем моря. У червні 1777 року підійматися на цю гору треба було через густий підлісок і по крутих кам'янистих осипах. Нині туди веде дорога, довжиною в кілометр, яка йде з набором висоти 152 метри, тому навіть зараз підійматися нею важко.
Всю весну 1777 року американці удосконалювали укріплення форту. Головний інженер форту, полковник Ідіфун Болдуїн, зосередив усю свою увагу на укріплені висоти Маунт-Гоуп та Маунт-Індепенденс. Для зв'язку між цими височинами він побудував дерев'яний міст і загорожу з колод та ланцюгів, щоб не дати британським кораблям прорватися в озеро на південь від форту, до Скайнсборо, де знаходилися склади та корабельня. Фортом командував Антоні Вейн, який наприкінці квітня повідомляв, що загорожа повністю готова. 12 травня (коли Джон Паттерсон тимчасово заміщав Вейна) до форту прибув за дорученням Гораціо Гейтса молодий армійський інженер Тадеуш Костюшко, який проінспектував збудовані укріплення, і виявив, що основна височина, Маунт-Дифайнс, не укріплена. Він особисто піднявся на гору і розсудив, що гармати з цієї гори зможуть легко дістати до всіх укріплень. Багато іншого, побудоване Болдуїном, Костюшко вважав зайвим. Дерев'яний блокгауз, побудований для захисту водного загородження, був непотрібним без підтримки важкої артилерії, а згідно з правилами військової науки, всі загородження повинні прикриватися артилерійським вогнем. Костюшко мав свої пропозиції щодо виправлення укріплень, але звання не давало йому права втручатися, тому він вирішив дочекатися приїзду генерала Гейтса.

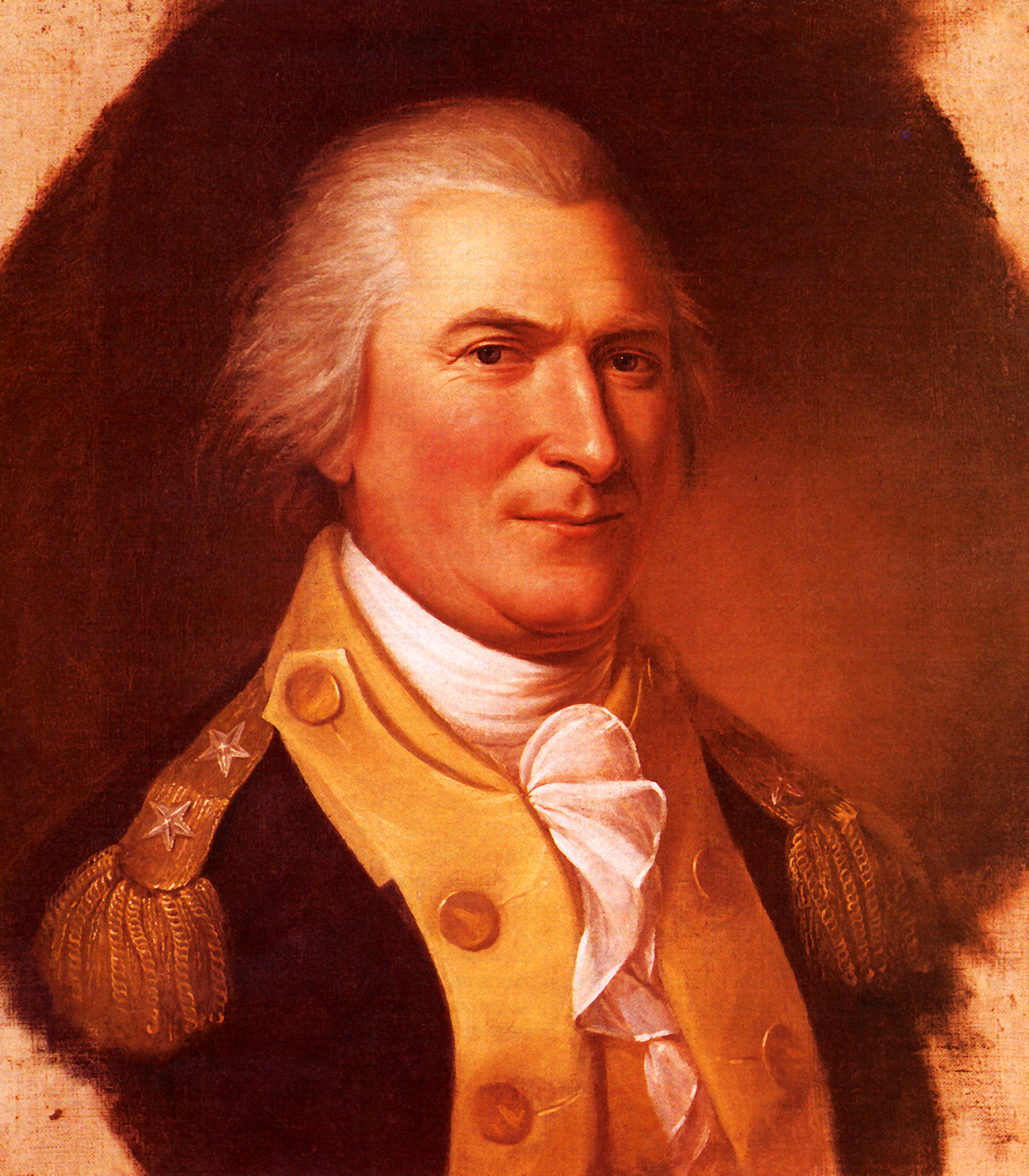
Генерал Артур Сент-Клер. Портрет

Депутати Конгресу вважали, що Гейтсу треба прибути до форту. Генерала Вейна було переведено в інше місце, командиром форту призначили Артура Сент-Клера, але він ще не прибув, через що форт залишався без командира. Один з офіцерів писав Гейтсу, що Болдуїн ігнорує поради Костюшка, а генерали Пур та Паттерсон некомпетентні, тому Гейтсу треба приїхати принаймні на кілька днів. Гейтс, перебуваючи в Олбані, дав наказ Болдуїну прислухатися до рекомендацій Костюшка, але сам так і не приїхав.
Сент-Клер отримав призначення 1 квітня, але прибув у форт лише 12 червня. Вивчивши форт, Сент-Клер був стурбований його станом. Дуже мало було зроблено за зиму та весну, а британська армія вже почала наступ. Почалися перші напади індіанців. На початку червня командування Північним Департаментом прийняв Філіп Скайлер, який 19 червня відвідав форт і теж залишився незадоволеним його станом. 20 червня Скайлер зібрав військову раду, яка вирішила, що гарнізон надто малий, тому треба залишити старий форт, укріпитися на Маунт-Індепенденс і тримати там оборону до підходу підкріплень. Того ж числа він подав запит на підкріплення, заявивши, що у випадку здачі форту нікому буде обороняти Нью-Йоркський напрямок, адже на позиціях, розташованих південніше форту перебуває не більше 700 осіб. Скайлер залишив форт 23 червня.

#### Плани відступу американських військ
На нараді, що була проведена Скайлером і Сент-Клером, було розроблено два шляхи відступу: Перший був по воді до Скайнсборо, найпівденнішої судноплавної точки на озері. Другий був на суші по нерівній дорозі, що вела на схід до Габбардтона в Нью-Гемпширські земельні ділянки (сучасний Вермонт).

### Гарнізон форту
Гарнізон форту Тікондерога складався з бригад Еноха Пура, Джона Паттерсона та Роше де Фермоя і налічував 4553 особи:
- Бригада Еноха Пура
  - 1-й Нью-Гемпширський піхотний полк.
  - 2-й Нью-Гемпширський піхотний полк.
  - 3-й Нью-Гемпширський піхотний полк.
- Бригада Джона Паттерсона
  - 10-й Массачусетський піхотний полк.
  - 11-й Массачусетський піхотний полк.
  - 12-й Массачусетський піхотний полк.
  - 14-й Массачусетський піхотний полк.
- Бригада Роше де Фермоя
  - Континентальний полк полковника Сета Ворнера[en]
  - 8-й Массачусетський піхотний полк
  - Полк нью-гемпширського ополчення
  - Два полки массачусетського ополчення

### Британські війська
Після прибуття Генерала Джона Бергойна до Квебеку в травні 1777 року він підготувався очолити зібрані там британські війська з метою отримати контроль над Тікондерогою та долиною річки Гудзон. На меті він мав відділити Нову Англію від решти бунтівних провінцій. Залучена британська піхота включала: 9-й, 20-й, 21-й, 24-й, 47-й, 53-й, 62-й піхотні полки. Британські війська також складалися зі значних (3000 осіб) німецьких сил, у складі яких були: Драгунські та Шпехтські полки принца Людвіга, егерські полки фон Ретца, фон Рідзеля, принца Фредеріка, Ербпринца та Бреймана. Цю армію Бергойн розділив на три корпуси: Передовий корпус, Праве крило та Ліве крило. Передовим корпусом командував Саймон Фрезер, Ліве крило складалося з німців під командуванням Фрідріха Рідзеля, а Праве з британців під командуванням генерала Вільяма Філіпса.
Більшість цих сил прибула в 1776 році, і багато з них брали участь у кампанії, в результаті якої американську армію було відкинуто з Квебеку.
Загалом у розпорядженні Бергойна було 7000 осіб.

## Облога

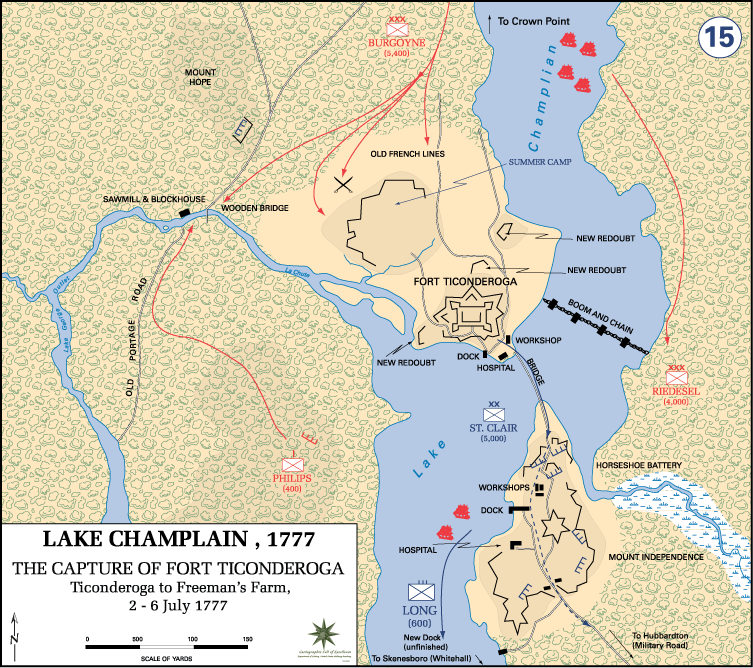
Карта облоги американського форту Тікондерога британськими військами (1777)

30 червня передовий корпус Фрейзера підійшов на три милі до форту, а решта армії слідувала за ним. 1 липня генерал Бергойн розташував свою армію навколо форту: крило Філліпса підійшло до фортеці із західного боку, а крило Фрідріха Рідзеля — зі східного. Британці увійшли до зони досяжності вогню гармат форту, і американці почали обстріл, однак без відчутного результату. Індіанці захопили в полон кількох американських військовиків, які розповіли, що гарнізон готовий чинити завзятий опір. 2 липня люди Філліпса підійшли ближче і зайняли висоту Маунт-Гоуп в 1000 метрах на північний захід від основного форту. Вони атакували найближчу американську позицію, вбивши одного офіцера, чотирьох рядових і поранивши 11 людей. Згодом сторони два дні вели артилерійську дуель, але втрати були незначні.
У цей час генерал Скайлер перебував в Олбані, звідки писав листи генералу Вашингтону, зокрема, він переслав йому листа від Сент-Клера від 25 червня, в якому генерал писав, що змушений буде залишити старий форт і відступити на висоту Маунт-Індепенденс, хоча його, напевно, виб'ють і звідти. Вашингтон, нарешті, поступився його проханням і направив до форту бригаду Джона Ніксона «Я не бачу причин думати, — писав він, — що Тікондерога може потрапити до рук ворога найближчим часом, навіть якщо той збере всю свою армію». Вашингтон навіть сподівався, що Сент-Клер зможе контратакувати, якщо підвернеться слушний момент.
Зайнявши Маунт-Гоуп, британці два дні прорубували просіки у лісах, з'єднуючи дорогами свої позиції. Бергойн сподівався повністю оточити форт і дозволити його гарнізону піти. У свою чергу, Сент-Клер відчув себе впевненіше: британська армія виявилася не такою великою, як він припускав. Співвідношення американських і британських сил дозволяло тримати оборону. Якби Сент-Клер відступив на східний берег озера на укріплення на горі Маунт-Індепенденс, як було вирішено на раді 20 червня, і зруйнував би мости, то Бергойну довелося б перекидати всю свою армію через озеро і розміщувати її серед густих лісів та боліт, на що пішло багато часу. Це дало б змогу американцям протриматися досить довго, на що Вашингтон і розраховував. Але Сент-Клер не покинув форт.

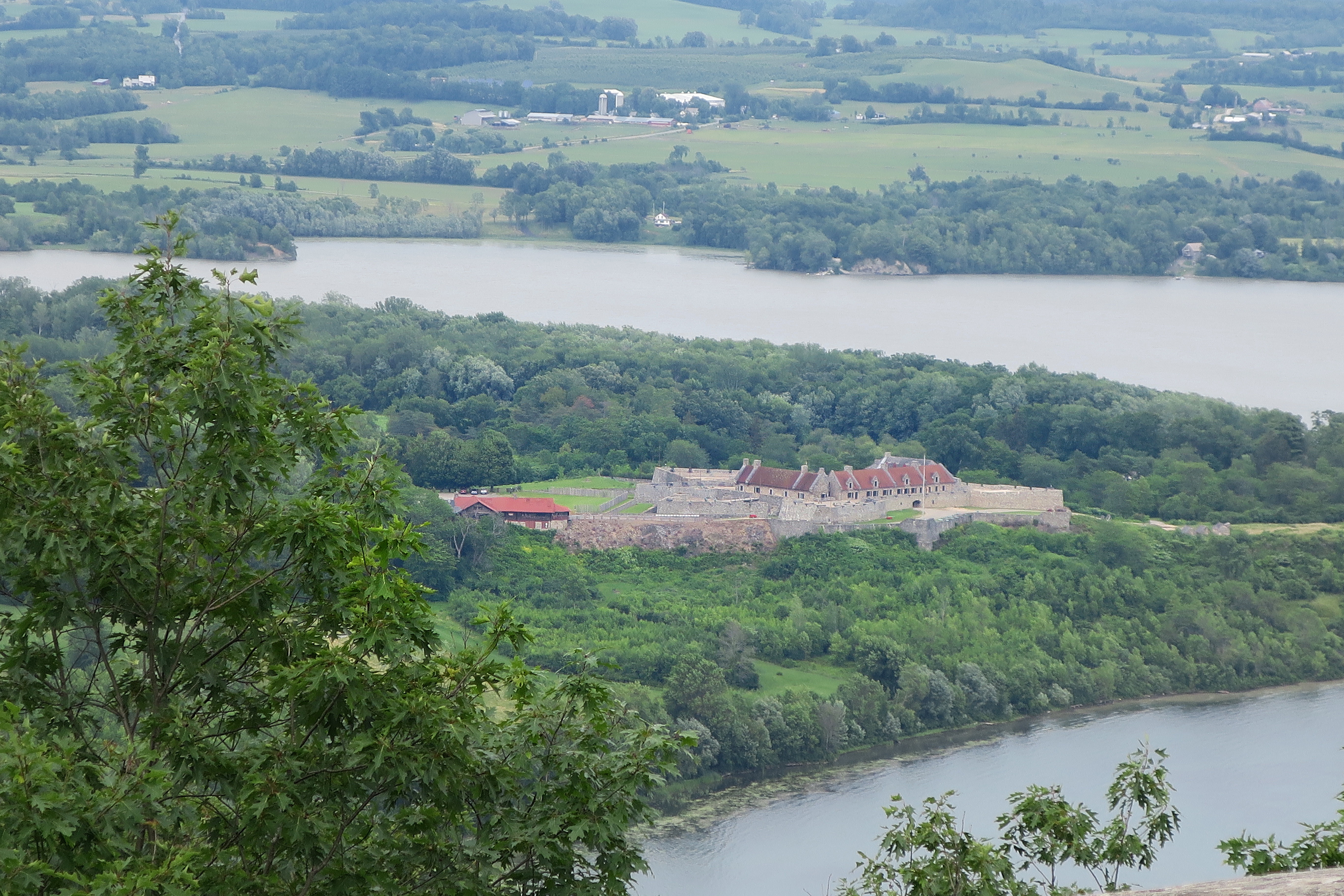
Вид на форт з гори Маунт-Дифайнс (2017)

З висоти гори Маунт-Гоуп Бергойн, Фрезер, Філіпс та інженер Твісс помітили схили гори Маунт-Дифайнс, і одразу ж зрозуміли, що це ключ до форту. За словами Фрезера, ця височина «ніби панувала над усім». Британські офіцери зрозуміли те, що давно розуміли Гейтс та Костюшко: з цієї висоти можна не лише прострілювати форт та укріплення на Маунт-Індепенденс, а й спостерігати за всіма переміщеннями в укріпленнях. Фрезер одразу ж відправив 40 легких піхотинців та загін індіанців на розвідку. Отримавши їх звіт він сам вирушить на рекогностування з інженером Твіссом. На горі один з індіанців сказав, що великий батько сонця, мабуть, нещодавно створив цю гору, якщо ніхто ще не додумався її зайняти. Фрезер повідомив Бергойну, що цілком можливо, хоч і нелегко, прорубати дорогу через ліс на гору і підняти гармати. Бергойн доручив це завдання Філліпсу, який був випускником вулицької інженерної школи й добре уявляв собі завдання. Вважається, що один зі штабних офіцерів сказав, що тільки гірський козел зможе забратися на цю гору, на що Філліпс відповів: «Там, де може пройти козел, зможе пройти й людина. А де зможе пройти людина, він зможе пронести рушницю».
З ранку 4 липня (на річницю незалежності США) британські солдати під командуванням лейтенанта Твісса прокладали дорогу через ліси й надвечір провели її до самої вершини. 5 липня їм вдалося підняти на гору дві 12-фунтові гармати. Британці були здивовані, що противник так легко здав їм цю гору, з якої можна було обстрілювати американські кораблі біля форту, і яка дозволяла перерізати сполучення між Тікондерогою та укріпленнями на горі Маунт-Індепенденс. Поява британців на горі здивувала й американців. Всі знали, що гору треба було укріпити та не розуміли, чому цього не було зроблено. Лікар Джеймс Тачер записав у своєму щоденнику: «Становище нашого гарнізону має критичний та тривожний вигляд; тепер лише кілька днів вирішать нашу долю. Є підстави очікувати найсумніших наслідків від появи їх батарей на Шугалоаф-Гілл». Американці спробували збити батарею артилерійським вогнем, але їм не вдалося підняти стволи гармат досить високо. Хтось запропонував відбити гору штурмом, але Сент-Клер не став нічого робити. Спостерігаючи за супротивником, Бергойн дійшов висновку, що серед американців немає добрих спеціалістів військової справи.
Поява британської артилерії на Маунт-Дифайнс надломило рішучість Сент-Клера. Він скликав військову раду в тому ж складі, що і 20 червня, і було вирішено, що тепер всі американські позиції прострілюються вогнем з гармат, штурм зі сходу та заходу неминучий, а сил для оборони недостатньо, тому форт буде залишено, війська вночі відійдуть в укріплення на Маунт-Індепенденс, а на світанку, 6 липня, підуть у Скайнсборо. Рада завершилася о 15:00, офіцери форту дізналися про її рішення лише о 19-й, і часу залишалося так мало, що багато гармат, запаси боєприпасів та продовольства не встигли вивезти. О 03:00 кілька кораблів евакуювали з форту хворих, жінок, гармати та частину провізії. Решта армії під командуванням Сент-Клера вирушила суходолом, при цьому дисципліна почала руйнуватися, ар'єргард сформований не був, плавучий міст розібрати не встигли. Армія відступала без жодного порядку і її відхід все більше нагадував втечу.

## Наслідки
О 3-й ночі Фрезер дізнався від дезертира про евакуацію форту і підійшов до американських укріплень. Вони були покинуті, і люди Фрезера зайняли їх без жодного пострілу. В укріпленнях було захоплено 44 гармати, в основному 12-фунтові й 18-фунтові, які майже повністю придатні до використання. Американці так само кинули кілька тисяч мушкетів, що особливо здивувало їхнього супротивника. Плавучий міст був відразу розібраний, щоб дати прохід кораблям; згодом американці були вражені тим, що міст вдалося розібрати лише за годину. Вже о 08:00 британські кораблі вирушили в погоню за супротивником.
Сент-Клер відступав через Каслтон на Скайнсборо, на з'єднання з тими, хто евакуювався по воді, але британці почали переслідування набагато раніше, ніж він очікував. Сент-Клер був упевнений, що відірвався від супротивника, тому зробив зупинку у 20 милях від форту, біля селища Габбардтон. 7 липня о 05:00 Фрезер атакував його ар'єргард і почалася Битва при Габбардтоні: американці були скинуті з Монумент-Гіллу, однак їм вдалося відступити на іншу височину. Полковник Френсіс спробував обійти лівий фланг противника, успішно відтіснив 24-й піхотний полк, але о 08:30 підійшли передові загони Рідзеля, і американці почали відступати. Пізніше їх відступ перетворився на втечу. Американська сторона втратила вбитими 130 людей, у тому числі полковника Френсіса, і понад 200 полоненими, серед них полковника Хейла, тоді як британська — 150. Фрейзер і Рідзель вирішили не продовжувати переслідування.
Американський флот, що відступає від форту, о 15:00 прибув до Скайнсборо, не підозрюючи, що британський флот уже наздоганяє. Бергойн висадив на сушу три полки, що підійшли до містечка одночасно з кораблями. Перестрілка тривала лише 30 хвилин, але стала принизливою поразкою для американців. Три американські кораблі були знищені, інші кораблі захоплені з усім своїм вантажем. Британцям дісталося 28 гармат.
Падіння Тікондероги залишило без захисту Республіку Вермонт. Агенти Бергойна давно вели пропаганду на користь Англії, і тепер у вермонтців майже не залишилося вибору. Хтось залишив свої будинки, але багато хто визнав владу короля. Вермонтські біженці сіяли паніку в селищах Нової Англії, і багато хто там повірив, що Бергойн рухається саме в їхній бік. Навіть Вашингтон вірив у те, що Нова Англія тепер у небезпеці. Скайлер повинен був зробити щось, щоб допомогти колоністам північних штатів: він відправив у вермонтський Манчестер загін ополченців, відомий як «Зелені Гірські хлопці» (англ. Green Mountain Boys), щоб прикрити населення від рейдів противника.
У штаті Нью-Йорк тепер 5 округів були підконтрольні британським військам, ще три залишилися без контролю та управління, округи Орандж, Ульстер і Датчесс вже вислали ополченців для оборони річки Гудзон, округ Вустер був майже захоплений супротивником, і лише ресурси округів Трайон та Олбані були доступні, хоча в Трайоні майже всі ополченці готувалися йти відбивати наступ Сент-Леджера на форт Стенвікс.

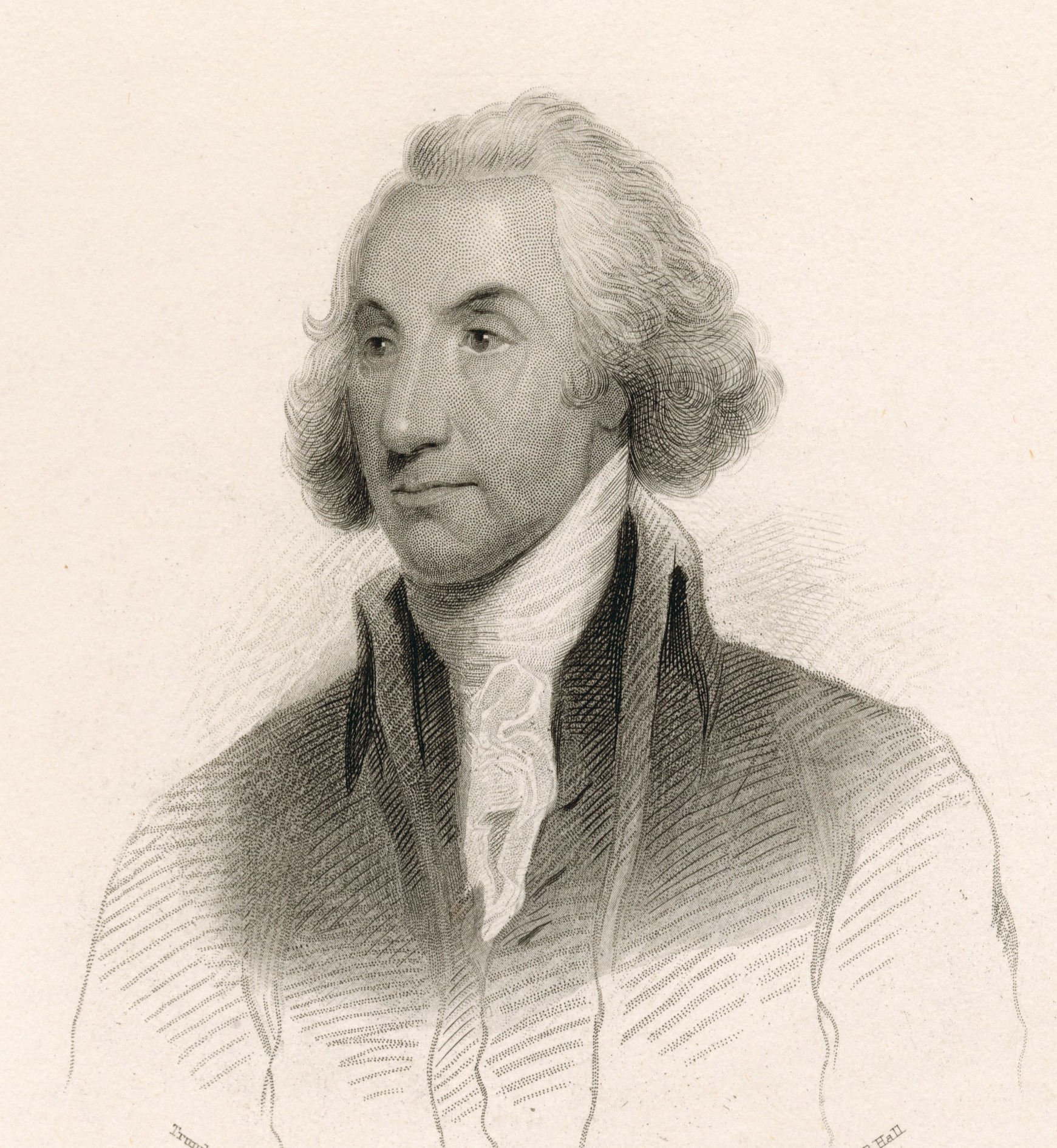
Генерал-майор Філіп Скайлер

Втрата форту зробила невідворотною відставку генерала Скайлера з посади командира Північного Департаменту. 26 липня в Конгресі було зачитано листа Скайлера до Вашингтона від 22 липня, де Скайлер описував критичний стан його армії. Цей лист сильно пошкодив його репутацію. Його прихильники стверджували, що він не винен у втраті форту, оскільки не був там у момент евакуації, на що Самюел Адамс заперечив, що саме Скайлеру треба було там бути, але він так і не з'явився особисто проінспектувати форт. Депутати від Нової Англії вимагали відставки, а депутати від штату Нью-Йорк заперечували їм. 29 липня Конгрес ухвалив провести слідство у справі евакуації форту, а 1 серпня ухвалив усунути з посади Скайлера та Сент-Клера. Скайлер частково був сам винний у тому, що створив імідж деморалізованого, депресивного та песимістичного командира. Його листи були просякнуті духом поразки.
Вашингтон намагався підбадьорити Скайлера. Гамільтон у ті дні писав (ймовірно, відображаючи настрій Вашингтона), що ніколи не втрачав віри у Скайлера. Він писав, що у найважчі дні не помічав паніки серед солдатів Північного Департаменту, «а паніка в будь-якій армії, — писав Гамільтон, — зазвичай відображення настрою її командира».
3 серпня Конгрес доручив Вашингтону призначити іншого командира, але той ухилився від цього. Найбільш ймовірним наступником був Гораціо Гейтс, а Вашингтон недолюблював Гейтса і не хотів бути причетним до його призначення. 4 серпня Конгрес призначив Гейтса командиром департаменту, і Вашингтон того ж дня повідомив Гейтсу про рішення Конгресу. Скайлер дізнався про усунення 13 серпня і ця новина сильно його засмутила. Він багато зробив для оборони штату і йому не хотілося залишати армію напередодні вирішальної битви.

### Вплив на громадську думку в Америці
Американські газети майже одноголосно дійшли думки, що Тікондерога була втрачена через недбалість командувача, або навіть через зраду. Багато хто був упевнений, що за звичайних обставин британські війська не змогли б взяти фортецю. Деякі газети дотримувалися оптимістичної позиції: Providence Gazette and Country Journal писала, що у Штатів ще є достатньо ресурсів і хід кампанії ще можна повернути у сприятливий бік. Конгрес був обурений втратою форту, адже раніше Сент-Клер писав, що становище форту цілком надійне. Самюел Адамс вважав, що причина в тому, що Північним департаментом командував Скайлер, і вважав, що падіння форту стане хорошим приводом для призначення на посаду Гораціо Гейтса. Суспільство поклало всю провину на Сент-Клера, і навіть офіцери гарнізону Тікондероги писали додому, що форт міг би протриматися близько кількох тижнів.

13 липня Александер Гамільтон, який перебував у штабі Континентальної армії, написав, що не варто хвилюватися з приводу цієї невдачі. Він вірив, що Бергойн ще може допустити помилку, яка призведе його армію до розгрому. Аналогічно і Джон Адамс, який спочатку був обурений втратою форту, згодом взяв себе в руки й написав дружині (19 серпня), що не виноситиме судження, поки не дізнається всіх фактів.

Я вважаю, Гейтса настільки сильно підтримають, що Бергойн буде змушений відступити. Думаю, він зупинится в Тікондерозі, адже вони вміють утримувати форт, на відміну від нас. Думаю, ми не зможемо утримати форт, поки не розстріляємо генерала. Тоді утримаємо, на мою думку до цього вже недалеко. Жоден форт не повинен бути залишеним без слідства, і жоден офіцер не повинен уникнути трибуналу. Досить займатися дурницями.Оригінальний текст (англ.)
– I presume Gates will be so supported that Burgoingne will be obliged to retreat. He will stop at Ticonderoga I suppose for they can maintain Posts, altho We cannot. I think We shall never defend a Post, untill We shoot a General. After that We shall defend Posts, and this Event in my Opinion is not far off. No other Fort will ever be evacuated without an Enquiry, nor any Officer come off without a Court Martial. We must trifle no more.
— Letter from John Adams to Abigail Adams, 19 August 1777

### Вплив на громадську думку у Європі
Конгрес побоювався, що здача форту і самі обставини його втрати можуть мати важкі дипломатичні наслідки. Штати вже вели переговори з європейськими державами про допомогу, і для цих переговорів їм потрібні були військові успіхи. Щоб схилити Францію на свій бік, треба було показати, що Штати можуть перемогти у цій війні. Тому комітет Конгресу із закордонних справ з великим небажанням повідомив свою делегацію в Парижі, що форт втрачений з різних причин. Американською делегацією з грудня 1776 року керував Бенджамін Франклін. Йому вдалося справити гарне враження на французьке суспільство, і він уже готував договір про союз Америки з Францією, і новини про падіння форту могли зруйнувати всі його плани. Але французький міністр закордонних справ, граф де Верженн, відреагував напрочуд спокійно. Послу в Англії він написав, що новина, напевно, стане сенсацією в Англії, але рано робити висновки, і варто дочекатися продовження кампанії. Взяття форту нічого не дасть Бергойну, писав міністр, якщо той не зуміє грамотно скористатися цією перемогою. Якщо він не почне стрімко наступати, взяття форту не стане такою великою втратою, як думають американці, і таким великим успіхом, як англійці думають.
Британський уряд уже знав, що американці ведуть переговори з французами, тому для них вдале взяття форту стало гарантією, що Франція не вступить у війну. Британський посол у Франції, Девід Мюррей, першим повідомив Верженну про британську перемогу. Реакція уряду Великої Британії була набагато емоційнішою. 23 серпня лорд Джермейн отримав листа Бергойна від 11 липня з новинами про падіння форту і відразу ж повідомив про перемогу короля. Це справило таке враження на Георга III, що він одразу ж убіг у покої королеви в Букінгемському палаці з криком: «Я розбив їх! Я розбив американців!». Пізніше король сказав, що ця перемога допоможе Бергойну швидко взяти Олбані, і Вашингтон опиниться в дуже неприємному становищі. Джермейн відразу ж опублікував лист Бергойна в The London Gazette. Письменник Горас Волпол іронічно порівняв цей лист з Іліадою і зауважив, що здобута перемога у будь-якому разі вимагатиме багато зусиль для утримання завойованого. На відміну від Волпола, громадська думка Англії була налаштована оптимістично і багато хто був упевнений, що кінець війни став ближче.

## Коментар
1. ↑  Багато хто був впевнений, що Скайлер і Сент-Клер отримали від британців викуп в обмін на відступ з Тікондероги[36].